# Josef Inwald

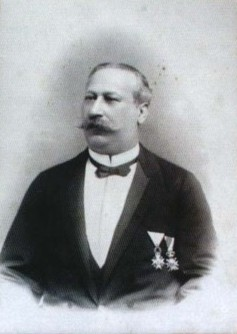
Josef Inwald von Waldtreu

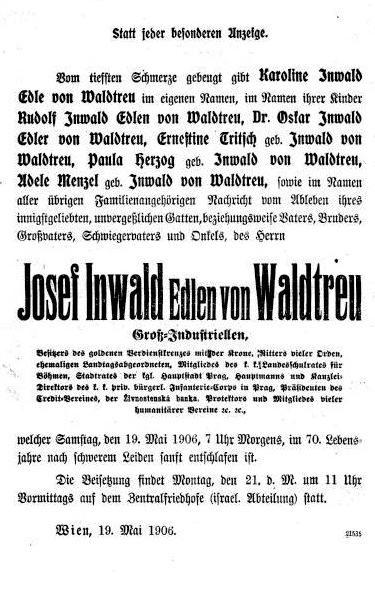
Traueranzeige im Prager Tagblatt (20. Mai 1906)

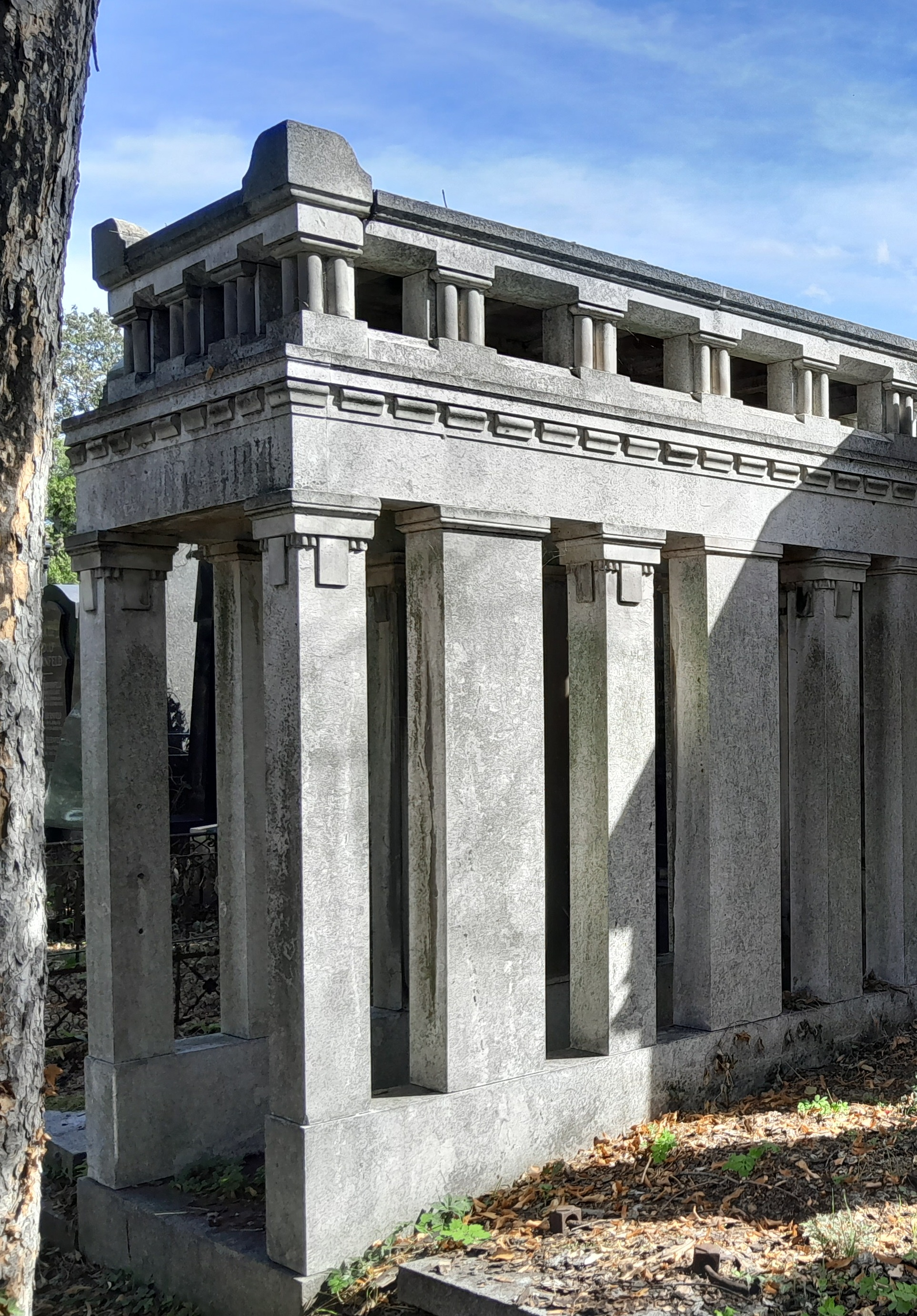
Grabmal auf dem Wiener Zentralfriedhof

Josef Inwald Edler von Waldtreu (* 28. Januar 1837 in Chisten; † 19. Mai 1906 in Wien) war ein österreichischer Unternehmer, der Glashütten in Österreich und Böhmen gründete und betrieb.

## Biographie
Josef Inwald war ein Sohn des jüdischen Kaufmanns Nathan Inwald und hatte mindestens zwei Geschwister; über die Person der Mutter ist nichts bekannt. Mit Unterstützung des Vaters absolvierte er ein Technik-Studium. 1863 heiratete er in Prag Karoline Muneles (1841–1909). Die Familie lebte zunächst in Prag, bis sie nach Wien übersiedelte; als Adresse ist Stubenring 20 bekannt. Die Eheleute bekamen sechs Kinder: Rudolf (1864–1915), Hedwig (1866–1901), Ernestine (1868–??), Paula (1869–1939) und Adele (1872–1936), und Oskar (1874–1938). Ernestine Inwald heiratete den Juristen Adolf Tritsch und war die Mutter des Schriftstellers Walther Tritsch.
1862 eröffnete Josef Inwald die Hohlglasraffinerie Rudolfsthal bei Deutschbrod und siedelte dort 14 Arbeiterfamilien an. Aus diesen Anfängen erwuchsen die Glas-Fabriken und Raffinerien Josef Inwald, aus denen sich in den folgenden 30 Jahren „einer der wichtigsten Glashersteller Mitteleuropas“ entwickelte. 1898 beschäftigte das Unternehmen, das Josef Inwald als Alleininhaber leitete, an verschiedenen Standorten rund 1200 Arbeiter und exportierte Glasartikel in die ganze Welt. Er brachte die „stark zurückgegangene Glasindustrie zu neuem Ansehen“.
1891 fungierte Inwald als Präsident der Landes-Jubiläumsausstellung in Prag. Er war Mitglied des böhmischen Landtags, langjähriger Stadtrat in Prag, Präsident des Kreditvereins der Živnostenská banka und Hauptmann und Kanzleidirektor des k.k. Privaten Bürgerlichen Infanteriekorps Prag. Jahrelang fungierte er als beeideter Sachverständiger des Handelsgerichtes in Prag, und für seine Arbeiter richtete er „mustergültige“ Wohlfahrtseinrichtungen ein. Für seine Aktivitäten erhielt er zahlreiche Auszeichnungen, darunter 1889 das österreichische Goldene Verdienstkreuz mit der Krone und den Orden Karls III. (Ritter). 1901 wurde Inwald und seinen Nachkommen mit kaiserlichem Diplom der österreichische Adelsstand mit dem Zusatz „Edler von Waldtreu“ verliehen. Außerdem erhielt er ein Wappen mit einer auf einem Felsen sitzenden Eule und zwei goldenen Tannen.
Nach dem Ersten Weltkrieg nannte sich der Sohn Oskar mit Nachnamen Inwald-Waldtreu. Offensichtlich traten Rudolf und Oskar Inwald und ihre Schwester Paula zum katholischen Glauben über, Adele Inwald zum protestantischen. Als Josef Inwald 1906 im Alter von 69 Jahren starb, wurde er ebenso wie seine Frau wie seine Frau in der Israelitischen Abteilung des Wiener Zentralfriedhofs bestattet.
Beim Einmarsch der Deutschen in die Tschechoslowakei lebten von Josef Inwalds Kindern nur noch Oskar Inwald und seine Schwester Paula Herzog. Der Bruder nahm sich am 31. Dezember 1938 mit Veronal das Leben. Die Schwester Paula starb am 14. Oktober 1939 eines natürlichen Todes.
In Floridsdorf ist der Inwaldweg nach Josef Inwald benannt.

## Schicksal der Familie Inwald

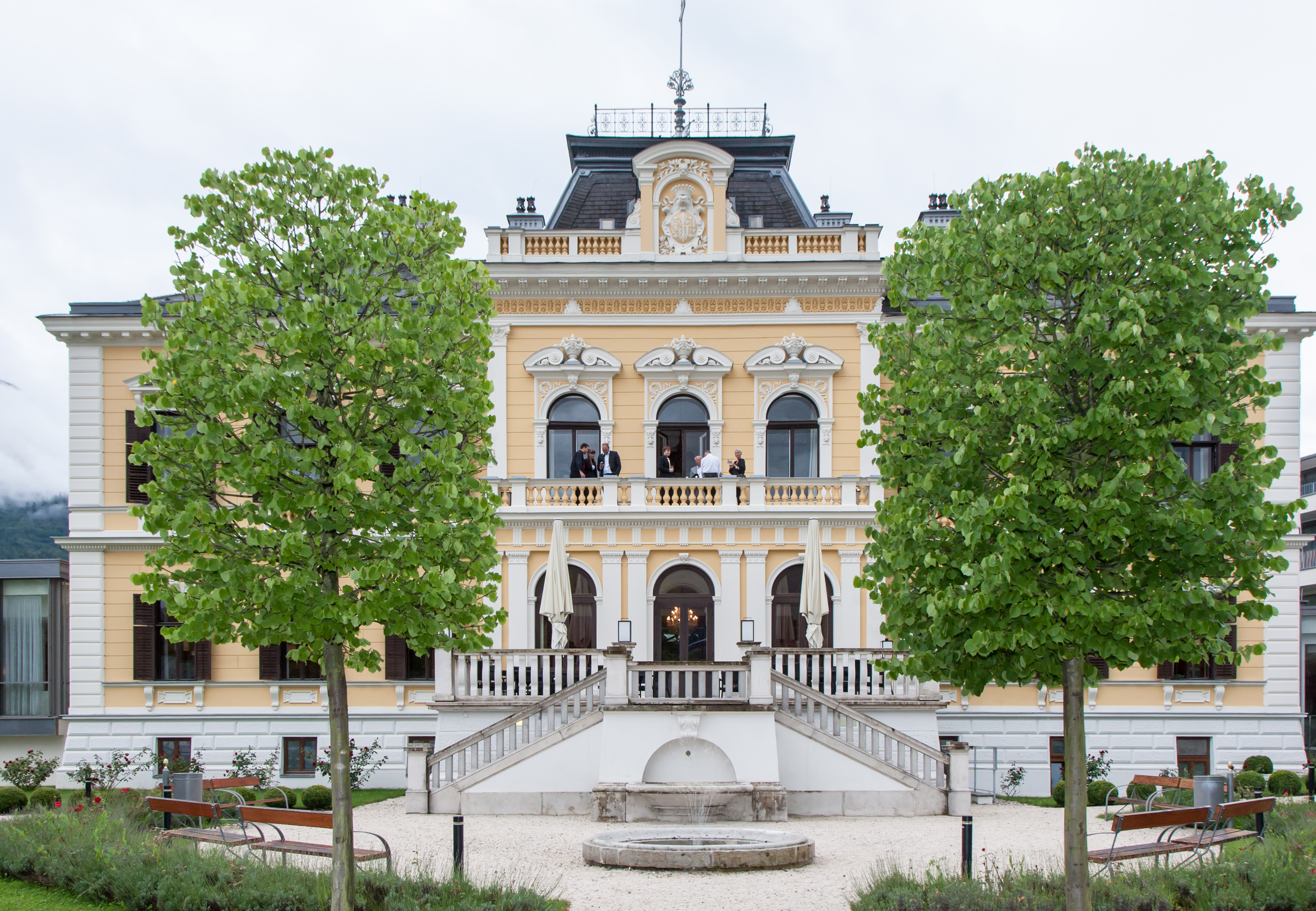
Die Villa Seilern in Bad Ischl

Josefs Sohn Oskar Inwald-Waldtreu studierte Chemie und promovierte 1899 in Berlin; zum Thema Studien über die Zusammensetzung und die Eigenschaften von Phosphatgläsern. Ein Beitrag zur Kritik des Beinglases. Er war in erster Ehe mit Meta von Wimpffen (1877–1901) verheiratet, die aus einer alteingesessenen österreichischen Militärfamilie stammte; die Eheschließung fand in Washington statt. Meta Inwald starb 1901 bei der Geburt der Tochter Maria. Eine zweite Ehe ging er mit Jeanette Cornelia „Nelly“ Schaeffer (1874–1936) ein. Nelly Inwald soll drogensüchtig gewesen und am 11. April 1936 an einer „Rauschgiftvergiftung“ gestorben sein. Die Tochter Maria heiratete im Oktober 1925 Géza Victor Erös de Bethlenfalva (1901–1970). Die Trauung fand in der Wiener Minoritenkirche statt und wurde von Prälat Ignaz Seipel vollzogen.
Inwald-Waldtreu soll angeblich an der Glaserzeugung weniger interessiert, sondern an der Pflege kostspieliger Hobbys. So fungierte er als Vizepräsident des Österreichischen Automobilclubs und war Gründungsmitglied sowie ab 1934 Vizepräsident des Salzkammergut Golfclubs. Die Boulevardzeitung Die Stundeberichtete über Oskar Inwald-Waldtreus Hang zum „Hasard“, der Milliarden verspielen würde, wohingegen seine Unternehmen keine Dividenden abwerfen würde. Da in diesen Artikeln auf seine jüdische Abkunft („geboren als braver Jeiteles“) Bezug genommen wurde, könnte es sich auch um antisemitische Stimmungsmache gehandelt haben.
1923 hatten die Eheleute Inwald-Waldtreu für 500.000 Österreichische Kronen die „palastartige“ klassizistische Villa Seilern in Bad Ischl sowie die benachbarte Nestroy-Villa (auch Egger-Villa genannt) erworben. Im Juni 1938 verfasste ein Ischler Bürger Flugblätter mit Informationen über die jüdischen Villenbesitzer im Ort, und über Inwald schrieb er: „Er [Oskar] verkehrt nur mit Juden, hauptsächlich solchen aus der Tschechoslowakei, und war häufiger Besucher des Golfplatzes in Wirling, bei dem der als Kommunist bekannte Mandl eine Funktion hatte.“ Im Oktober 1938 verkaufte Oskar Inwald seinem Schwiegersohn Géza Erös die Villa Seilern, um sie vor dem Zugriff der NS-Behörden in Sicherheit zu bringen.
Am 10. Oktober 1938 empörte sich Anton Kaindlsdorfer, Direktor der Sparkasse Bad Ischl und NSDAP-Ortsgruppenleiter: „Dieser Vertrag dient also in Wirklichkeit nur dazu, um diese wertvolle große Liegenschaft in Bad Ischl irgendwie der Familie zu sichern.“ Und er berichtete der Gestapo: „Der Jude Inwald besitzt große Fabriken im Sudetenland und ist sehr reich. Sein Schwiegersohn Géza Erös hat einen großen Lebenswandel geführt und ist für die Zukunft auch sonst von Seiten dieses Juden versorgt worden.“ [...] Es sei klar, „dass der Jude Inwald diese Liegenschaft im Werte von ungefähr RM 100 000 verkaufen muss und dass der Kaufpreis dann den Reichsbehörden jederzeit zum freien Zugriffe offensteht. Wenn der Jude Inwald ins Ausland reisen würde, dann muss er auch die Reichsfluchtsteuer bezahlen.“ [...] Auch Géza Erös sei „geistig wenigstens ebenso verjudet“ wie sein Schwiegervater und „körperlich nach den Mitteillungen ... zweifellos ein Halbjude“. Eine von Kaindlsdorfer geforderte Revision der Eigentumsübertragung wurde aber nicht durchgeführt, weder von der Gestapo noch von dem Sonderbeauftragten für die Arisierung im Salzkammergut, Wilhelm Haenel.
Gèza und Maria Erös gelang es, gemeinsam mit Tochter Dorothea aus Österreich auszureisen und im Mai 1939 in die USA zu emigrieren. 1951 verkauften sie die Villa Seilern. Dorothea Erös de Bethlenfalva (1927–2008) wurde in den USA Pastorin und arbeitete als Missionarin im Ausland. Sie schloss sich als „Schwester Thea“ der Charismatischen Bewegung an, die auch antisemitische Positionen vertritt.